# 霍克斯坦嶺
82°45′S 159°47′E / 82.750°S 159.783°E
霍克斯坦嶺（英語：Hochstein Ridge）是南極洲的山嶺，位於奧次地，屬於伊麗莎白女王嶺的一部分，全長22公里，從愛德華王子冰川一直延伸至威爾斯親王冰川，美國地質調查局根據測量和該國海軍的空中照片繪入地圖。